# Barkhausen (Detmold)
Barkhausen ist ein Ortsteil von Detmold und liegt etwa sechs Kilometer in nordöstlicher Richtung vom Stadtzentrum entfernt. Die benachbarten Detmolder Ortsteile sind Mosebeck, Brokhausen und Klüt. Die ehemaligen Bauerschaften Biesen, Obernhausen und Barkhausen haben sich vereinigt und bilden seit der Gebietsreform, die am 1. Januar 1970 in Kraft trat, den Detmolder Ortsteil Barkhausen.
Aus einer Urkunde von 1365 geht hervor, dass Biesen damals den Namen Biezenhausen trug. Obernhausen war ehemals ein Rittergut und gehörte einer Familie gleichen Namens. Die Bezeichnung Barkhausen deutet auf eine mit Birken bestandene Fläche hin. Durch den Ort fließt die Passade, an der die sehenswerte Ortmühle liegt. Die 1559 erbaute ehemalige Wassermühle beherbergt heute eine beliebte Gaststätte.
Im Jahr 2000 rief Radio Lippe dazu auf, den geographischen Mittelpunkt Lippes zu ermitteln. Die Wahl fiel auf einen Punkt auf dem Gelände der Ortmühle, an dem aus diesem Anlass von Landrat Friedel Heuwinkel und dem Leiter des Katasteramtes ein Baum gepflanzt wurde.
In Barkhausen wohnen auf einer Fläche von 5,0 km² insgesamt 198 Bürger (August 2006). Ortsbürgermeisterin ist derzeit Laura Schuster, der Vertreter im Stadtrat ist Manfred Stölting (SPD).
Östlich grenzt direkt das Landschaftsschutzgebiet Bachtäler westlich Biesen an.